# Van Hauen Pass
Van Hauen Pass är ett bergspass i Kanada.   Det ligger i territoriet Nunavut, i den norra delen av landet, 4 000 km norr om huvudstaden Ottawa. Van Hauen Pass ligger 20 meter över havet.
Terrängen runt Van Hauen Pass är varierad. Havet är nära Van Hauen Pass söderut. Trakten runt Van Hauen Pass är nära nog obefolkad, med mindre än två invånare per kvadratkilometer.. Det finns inga samhällen i närheten.
Trakten runt Van Hauen Pass består i huvudsak av gräsmarker.